# Demi Delia
Demi Delia née le 15 novembre 1967, est une actrice pornographique américaine.